# گهرسرپاور وارونه
گهرسرپاور وارونه یا ماهی مرکب گوهرین وارونه (نام علمی: Histioteuthis reversa) که با نام ماهی مرکب گوهرین دراز شناخته می‌شود، گونه‌ای از گهرسرپاورهای چشم‌خروسی است که به دلیل شباهت چشم‌ها به این نام خوانده می‌شود. در ژرفای متوسط در اقیانوس اطلس و دریای مدیترانه یافت می‌شود. همچنین از اقیانوس هند نیز شناخته شده است.